# Honi Hadsereg

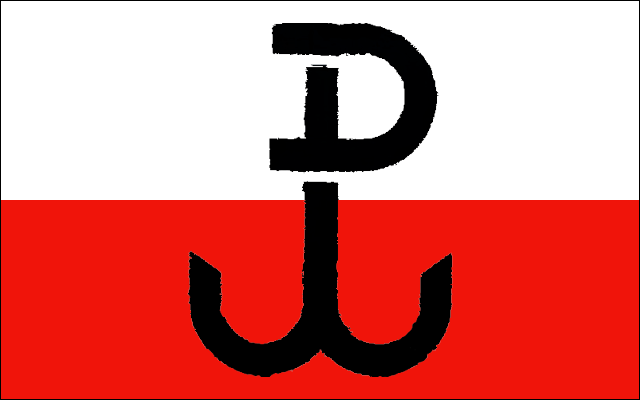
A Honi Hadsereg zászlaja.

A Honi Hadsereg (lengyelül: Armia Krajowa) egy földalatti, ellenállási lengyel szervezet volt, ami az ország függetlenségéért harcolt a második világháborúban, miután Németország és a Szovjetunió elfoglalták Lengyelországot. Legfőbb tevékenysége az 1944. augusztus 1-jén kirobbantott varsói felkelés volt, amelyet a szovjet segítség elmaradása miatt, bár két hónapig kitartottak, 1944. október 2-án végül a német csapatok levertek.

## A varsói felkelés
A szovjet csapatok 1944 júliusában elérték a Varsót átszelő Visztula folyót (a túlparton levő Praga városrészt el is foglalták), és erre a Honi Hadsereg felkelést robbantott ki, hogy megkönnyítse a „felszabadító” orosz hadsereg dolgát. De Sztálin megállította a csapatait, ugyanis, ha a lengyel felkelést a német csapatok leverik, nem kell számolni a háború után az esetleges szovjet hatalomátvételt ellenző ellenzékkel, és a német csapatokat maguk is ki tudják űzni Varsóból. 
A helyzet értékeléséhez figyelembe kell venni azt is, hogy a Honi Hadsereg éppen azért időzítette erre az időre, mert a németek a közvetlenül megelőző szovjet támadás során  már hatalmas veszteségeket szenvedtek, a szovjetek pedig elfáradtak, fel kellett készülniük a visztulai átkeléshez. A Honi Hadsereg nem akart osztozni a főváros felszabadításának dicsőségében a szovjetekkel.

A többi szövetséges állam megpróbált ellátmányt biztosítani a levegőből, de ez nagyon nehézkes volt, mert a szovjetek nem engedték leszállni a szövetséges repülőgépeket, hogy tankolhassanak a visszaútra.

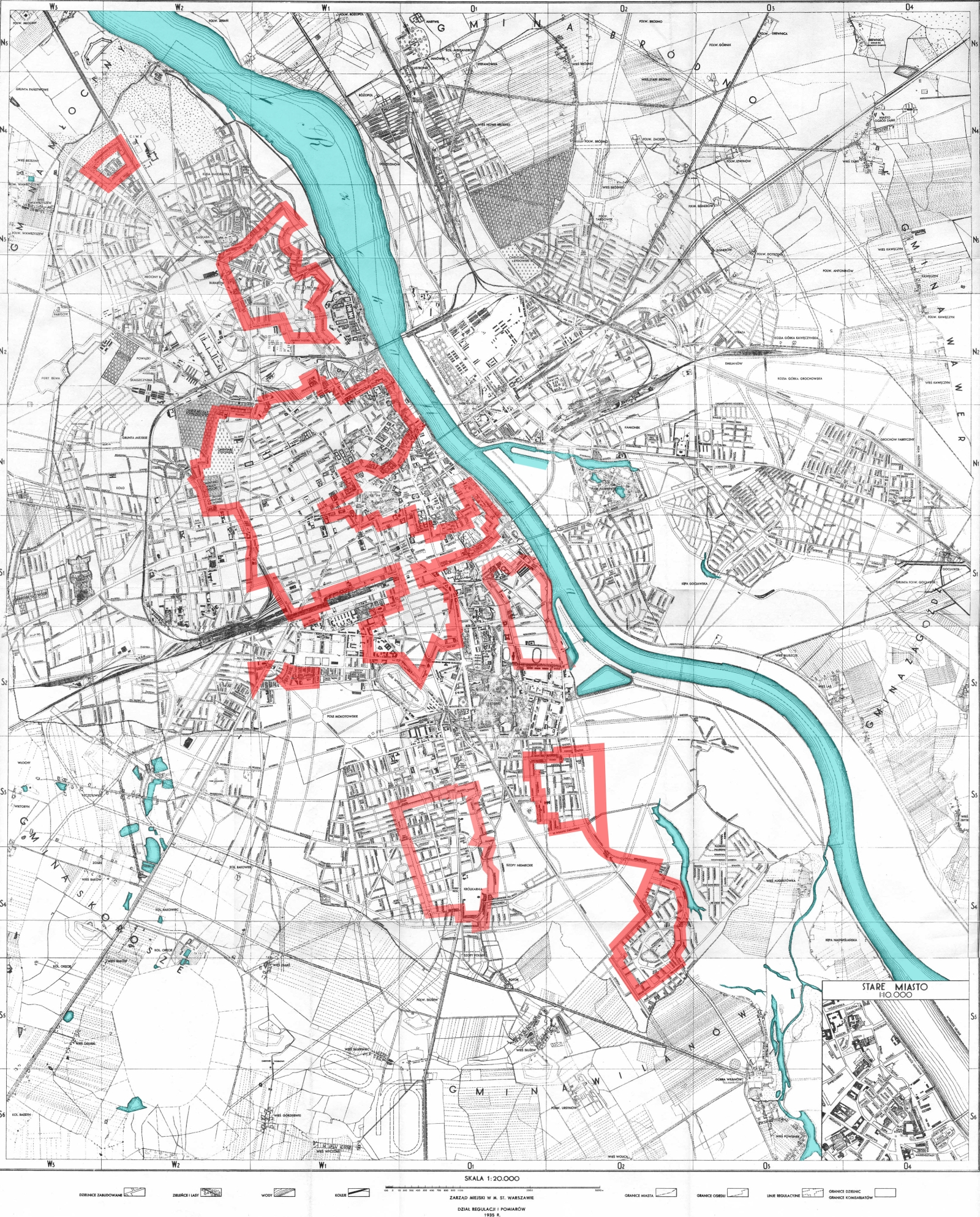
A felkelés során a Honi hadsereg felügyelete álló terület

 Így segítség és utánpótlás nélkül a Honi hadsereg halálra volt ítélve, de így is két hónapig kitartottak. A túlélők többségét különböző koncentrációs táborokba szállították és nagy részük ott is halt meg. A túlélőket a háború után, akik nem mentek nyugatra, az oroszok üldözték és megmaradt vezetőik nagy részét kivégezték. A felkelésben a lengyelek összes vesztesége kb. 200 000 fő volt.